# Фокстрот
Фокстро́т (англ. foxtrot, fox-trot, fox trot ← fox «лиса» + trot «быстрый шаг») — парный танец, связанный с регтаймом. Зародился в 1910-е годы в США. Фокстрот получил широкое распространение в странах Европы после Первой мировой войны, пик его популярности пришёлся на 1930-е годы. В 1924 году две разновидности фокстрота — медленный (слоуфокс) и быстрый (квикстеп) были включены в европейскую танцевальную программу бальных танцев («Стандарт»).

## Происхождение и хореография
Существует версия, что танец был изобретен Гарри Фоксом для выступления на Нью-Йоркском шоу 1914 года Jardin de Danse. В основе нового танца лежали модернизированные основные шаги регтайма, шимми и свинга. Тем не менее, его происхождение и этимология названия до конца не выяснены. Стал популярен в Европе после Первой мировой войны.
Все движения фокстрота довольно похожи на вальс, однако исполняются абсолютно под другую музыку. Таким образом, изменяется и общий стиль танца.
Во время исполнения тройного шага назад действия партнера и партнерши идентичны. Шаг назад начинается с каблука правой ноги по линии танца. Затем делается движение назад с каблука левой ногой по линии танца. После этого идёт шаг назад с каблука правой ногой также по линии танца.

Для классического фокстрота характерен размер 4/4. На первую и третью долю делается основной акцент. Темп музыки обязательно должен соответствовать 30 тактам или, иначе говоря, 120 ударам за одну минуту. Исполнение всех фигур возможно в разных вариантах, как в медленном, так и в быстром ритме. Медленная часть исполняется на 2 счёта, а быстрая — на один счёт музыки.
Под влиянием джазовых ритмов в 20-е годы танцевальные оркестры постепенно ускоряют танец с 32 до 50 тактов в минуту. В результате этого появился квикстеп (англ. quickstep «быстрый шаг»), — быстрый фокстрот, который рассматривался как его немецкая разновидность.
В 1927 году в Великобритании появилась быстрая разновидность фокстрота «Квиктайм Фокстрот и Чарльстон», синтезировавшая фокстрот с «плоскими шагами» чарльстона.
В начале 1930-х годов в США стал моден замедленный вариант фокстрота — «сонный» слоуфокс (англ. slowfox).
В 1936 году танец начал выходить из моды, уступив место джиттербагу, с которого началась музыкальная эра свинга.
В развитии фокстрота большой вклад внесли известные танцоры тех времен. Благодаря американцу Моргану появился «открытый спин-поворот», Андерсон и Жозефина Бредли придумали «смену направления» и «шаг перо», а Фрэнк Форд — «каблучный поворот».
Фокстрот и другие танцы приобрели необычайную популярность в первые годы существования СССР: их не только танцевали в кафе и домашних салонах, но и включали в свои спектакли Всеволод Мейерхольд и Николай Фореггер. С закатом «кафейной культуры» фокстрот был обвинен в сексуальности и мещанстве и попал под запрет.
Медленный фокстрот, как и его быстрый вариант квикстеп, входят в европейскую программу соревнований по спортивным бальным танцам.

## Виды фокстрота и их особенности
В процессе развития фокстрота появились разные его версии. Медленный фокстрот был назван «слоуфокс», быстрый — «квикстеп». Отдельно выделяют «народную» разновидность фокстрота — «сошиал». На чемпионатах по спортивным бальным танцам исполняют квикстеп и слоуфокс под стандартизованную по темпоритму музыку.

##### Квикстеп (быстрый фокстрот)
В переводе с английского буквально означает «быстрый шаг». На развитие квикстепа оказали влияние джаз-ритмы и танец в стиле чарльстон. Именно из него были позаимствованы цепочки ходов, которые чередуются с прыжками на месте.
Ритм современного квикстепа —  50−52  тактов в минуту или 200−208 ударов в минуту, характерные движения: прогрессивные шаги и повороты, шассе и другие типичные для фокстрота движения.

### Слоуфокс (медленный фокстрот)
Слоуфокс — медленный фокстрот называют королем европейской программы и классикой танца. В основе его лежат гладкие, плавные скользящие движения. В паре есть яркая выраженность растяжения сторон с наклоном корпуса, что возможно в условиях слаженности и грациозности танцоров. Неповторимая плавность, длинные линии, невесомость шагов, производящих впечатление парения над паркетом — все это характерно для медленного фокстрота. Для достижения такого эффекта от танцоров требуется постоянный контроль движений, координация и хорошее равновесие (баланс). Стандартный ритм слоуфокса  28−30 тактов в минуту (112−120 ударов в минуту)

##### Сошиал («Народный» фокстрот)
Фокстрот развивался преимущественно как профессиональный танец, и простым любителям танца освоить его было достаточно сложно. Более того, танцзалы для массовых танцев не подходили для его исполнения (фокстрот требовал много места). В связи с этим появился вариант фокстрота — social, для исполнения которого не требовалось ни особых навыков, ни большого пространства, так как он исполнялся на месте.

## Рецепция
В СССР популярные фокстроты писали А. В. Варламов, В. Я. Кручинин, А. Я. Лепин, А. М. Полонский («Цветущий май», 1948; один из самых известных советских фокстротов), А. Н. Цфасман.
Фокстротом называли свои инструментальные сочинения (или части крупных сочинений) академические композиторы XX века, среди которых — Дж. К. Адамс («Танцы председателя» для оркестра), А. Казелла (№ 5 из «Пяти пьес для струнного квартета»; Фокстрот для фортепиано в 4 руки), Б. Мартину (№ 8 из «Восьми прелюдий для фортепиано»), Д. Д. Шостакович (№ 3 из 1-й «Джазовой сюиты»; балет «Золотой век»), Г. В. Свиридов (№ 4 из оркестровой сюиты «Время, вперёд!»).